# Psychotria resurrecta
Psychotria resurrecta är en måreväxtart som beskrevs av Herbert Fuller Wernham. Psychotria resurrecta ingår i släktet Psychotria och familjen måreväxter. Inga underarter finns listade i Catalogue of Life.